# Lori Lansens
Œuvres principales
- Les Filles (2006)
- Les Égarés (2015)

Lori Lansens, née en juillet 1962 à Chatham (Ontario), est une romancière et scénariste canadienne.

## Biographie
Lori Lansens est née en 1962 à Chatham, en Ontario. 
Œuvrant pour le cinéma et pour la télévision, Lori Lansens a écrit les scénarios des films South of Wawa (1991), Marine Life (2000), ainsi que Wolf Girl (2001). Elle entreprendra également une petite carrière en tant qu'actrice qui durera deux ans.  
C'est en 2002 qu'elle fait une entrée remarquée sur la scène littéraire avec la parution de son roman La Ballade des adieux (Rush Home Road). Son second roman, Les Filles (The Girls), paru en 2006, la propulse à l’avant-scène de la littérature mondiale et est publié dans plus d’une quinzaine de pays. Les égarés (The Mountain Story) raconte une expédition, dans laquelle se lance le protagoniste, Wolf, dans le but de s'enlever la vie. Le Journal Metro mentionne que le roman, surprenant, « parle de regrets, de rédemption, de réinvention ». 
Elle vit désormais à Los Angeles avec son mari Milan Cheylov où elle œuvre toujours dans le domaine du cinéma.

## Œuvres

### Romans
- (en) Lori Lansens (trad. Valérie Rosier), Rush home road [« La ballade des adieux »], Toronto, Vintage Canada, 2003, 547 p. (ISBN 9780676974515)
- (en) Lori Lansens (trad. Lori Saint-Martin et Paul Gagné), The Girls [« Les filles »], Toronto, Alfred A. Knopf, 2005, 457 p. (ISBN 0676977952)
- (en) Lori Lansens (trad. Lori Saint-Martin et Paul Gagné), The Wife's Tale [« Un si joli visage »], Toronto, Alfred A. Knopf, 2009, 374 p. (ISBN 9780307398383)
- (en) Lori Lansens (trad. Lori Saint-Martin et Paul Gagné), The Mountain Story [« Les égarés »], Toronto, Alfred A. Knopf, 2015, 365 p. (ISBN 9780345809025)
- (en) Lori Lansens (trad. Lori Saint-Martin et Paul Gagné), This Little Light [« Cette petite lueur »], Toronto, Random House Canada, 2019, 282 p. (ISBN 9780735276420)

### Scénarios

#### Cinéma
- 1991 : South of Wawa (en), film canadien réalisé par Robert Boyd (en)[2]
- 2000 : Marine Life, film canado-américain réalisé par Anne Wheeler, avec Cybill Shepherd
- 2001 : Wolf Girl (en) (aussi titré Blood Moon), film canado-roumain réalisé par Thom Fitzgerald (en), avec Victoria Sánchez et Shawn Ashmore

#### Télévision
- 1995 : Under My Skin, téléfilm canadien réalisé par Milan Cheylov

## Prix et honneurs
- 2002 : Finaliste du Prix Rogers Writers' Trust Fiction Prize pour Rush Home Road[7].
- 2007 : Le Best Book for Young Adults décerné par la American Library Association[8].
- 2007 : En lice pour le Orange Prize for Fiction[9].